# Hydnocarpus dawnensis
Hydnocarpus dawnensis är en tvåhjärtbladig växtart som beskrevs av Sydney C. Parkinson och C. E. C. Fischer. Hydnocarpus dawnensis ingår i släktet Hydnocarpus och familjen Achariaceae. Inga underarter finns listade i Catalogue of Life.